# Julija Běljajevová
Julija Běljajevová (* 21. července 1992 Tartu, Estonsko) je estonská sportovní šermířka ruského původu, která se specializuje na šerm kordem. Estonsko reprezentuje od druhého desetiletí jednadvacátého století. Na olympijských hrách startovala v roce 2016 v soutěži jednotlivkyň a družstev. V roce 2013 získala titul mistryně světa v soutěži jednotlivky. S estonským družstvem kordistek vybojovala v roce 2014 druhé místo na mistrovství světa a s družstvem vybojovala v roce 2013 a 2016 titul mistryň Evropy.